# Biologija u 1820.
◄◄ | ◄ | 1817. | 1818. | 1819. | 1820.  | 1821. | 1822. | 1823. | ► | ►►
Arhitektura • Astronomija • Biologija • Glazba • Kazalište • Kemija • Kiparstvo • Knjige • Književnost • Kršćanstvo • Meteorologija • Medicina • Politika • Pravo • Promet • Slikarstvo • Šport • Znanost
Biologija u 1820.

## Svijet

### Smrti
- 19. lipnja − Joseph Banks , britanski prirodoslovac, botaničar i pokrovitelj prirodnih znanosti (* 1743.)

## Vanjske poveznice
|  | Zajednički poslužitelj ima još gradiva o temi Biologija |